# Cynthia albicans
Cynthia albicans är en fjärilsart som beskrevs av Ruggero Verity 1950. Cynthia albicans ingår i släktet Cynthia och familjen praktfjärilar. Inga underarter finns listade i Catalogue of Life.